# Гебхард XVIII фон Кверфурт
Гебхард XVIII (XIV) фон Кверфурт (на немски: Gebhard XVIII (XIV) von Querfurt; * пр. 1417; † пр. 12 февруари 1440) от фамилията на графовете Кверфурти на род Мансфелд, е господар на Кверфурт, господар на Алщет и 1/2 Витценбург (1426), господар на Бургшайдунген (1427). Споменаван е в документи от 1417 до 1438 г.

## Произход
Той е син на Протце I (III) фон Кверфурт († 16 юни 1426, убит в битката при Аусиг) и първата му съпруга Агнес фон Глайхен († пр. 1412), сестра на Ернст VIII фон Глайхен († 1426, битка при Аусиг), дъщеря на Ернст VI фон Глайхен († 1394/1395) и Агнес фон Колдитц († 1391). Баща му се жени втори път ок. 1413 г. за Агнес фон Байхлинген. Племенник е на Албрехт, архиепископ на Магдебург (1383 – 1403), и на Буркхард, епископ на Мерзебург (1382 – 1384).
Сестра му Мехтилд фон Кверфурт († 1432) се омъжва пр. 21 октомври 1419 г. за княз Бернхард VI фон Анхалт-Бернбург († 1468). Полубрат е на Бруно VI фон Кверфурт († 1496).

## Фамилия
Гебхард XVIII фон Кверфурт се жени пр. 10 април 1436 г. за Мехтилд фон Хонщайн († ок. 1436), дъщеря на граф Ернст II фон Хонщайн-Клетенберг († 1426, убит при Аусиг) и графиня Анна (София) фон Щолберг († 1436), или вероятно за Мехтилд фон Хонщайн, дъщеря на граф Хайнрих VII фон Хонщайн-Клетенберг († 1408/1409) и принцеса Анна фон Брауншвайг-Грубенхаген († 1409).
Те имат една дъщеря:
- Агнес фон Кверфурт († между 11 август 1475 и 9 ноември 1481), омъжена пр. 22 май 1448 г. за Венцел фон Биберщайн, господар в Зорау, Беесков и Щорков († 1472)